# كارلوس زوريلا
كارلوس زوريلا (بالإسبانية: Carlos Zorrilla)‏ هو لاعب كرة قدم أرجنتيني في مركز الدفاع، ولد في 10 أكتوبر 1985 في لانوس في الأرجنتين. لعب مع Club 2 de Mayo ‏.